# (96217) Gronchi
(96217) Gronchi – planetoida z pasa głównego asteroid okrążająca Słońce w ciągu 3 lat i 175 dni w średniej odległości 2,30 j.a. Została odkryta 14 września 1993 roku w Cima Ekar przez Andrea Boattiniego i Vittorio Gorettiego. Nazwa planetoidy pochodzi od Giovanni Gronchi-Federico (ur. 1970), prowadzącego badania mechaniki nieba na Uniwersytecie w Pizie, zajmującego się geometrią keplerowską orbit i kolizjami planetoid należących do obiektów NEA. Przed nadaniem nazwy planetoida nosiła oznaczenie tymczasowe (96217) 1993 RP2.